# Tian Bing
Bin Wang (Anhui, 14 de abril de 1994) es un luchador profesional chino conocido por su trabajo en la WWE en la marca NXT bajo el nombre en el ring de Tian Bing.

## Carrera en lucha libre profesional

### Inoki Genome Federation (2014-2016)
Wang debutó en la Inoki Genome Federation (IGF) el 1 de enero de 2014, derrotando a Kendo Kashin en el evento Inoki Bom-Ba-Ye 2013. Wang continuó luchando por IGF durante dos años antes de ir a la WWE. Luchó su último combate por IGF el 29 de mayo de 2016, haciendo equipo con Alexander Otsuka para derrotar al equipo de leyendas de Pancrase Masakatsu Funaki y Takaku Fuke en el evento Genome36.

### WWE (2016-2018)

#### NXT (2016-2018)
El 16 de junio de 2016, WWE anunció oficialmente la firma de Wang a la compañía. Aunque fue promovido como el primer talento de desarrollo chino de la WWE, Wang fue precedido por Kenny Li seis años antes que él.
Wang hizo su debut en la televisión en NXT bajo el nombre de Tian Bing, en el episodio emitido el 26 de octubre de 2016. Bing hizo equipo con Ho Ho Lun, en una derrota contra #DIY, en el torneo Dusty Rhodes Tag Team Classic. El 30 de marzo de 2017, la WWE anunció en su página de Twitter que Bing estaría compitiendo en el André the Giant Memorial Battle Royal en WrestleMania 33.
eliminando a Fandango & Tyler Breeze, pero fue eliminado por Dolph Ziggler. Tuvo su última lucha junto a Rocky siendo derrotados por Oney Lorcan & Danny Bursh en el NXT del 17 de octubre de 2018, y el 19 de octubre fue liberado de su contrato.